# Kanzel (Kühbach)

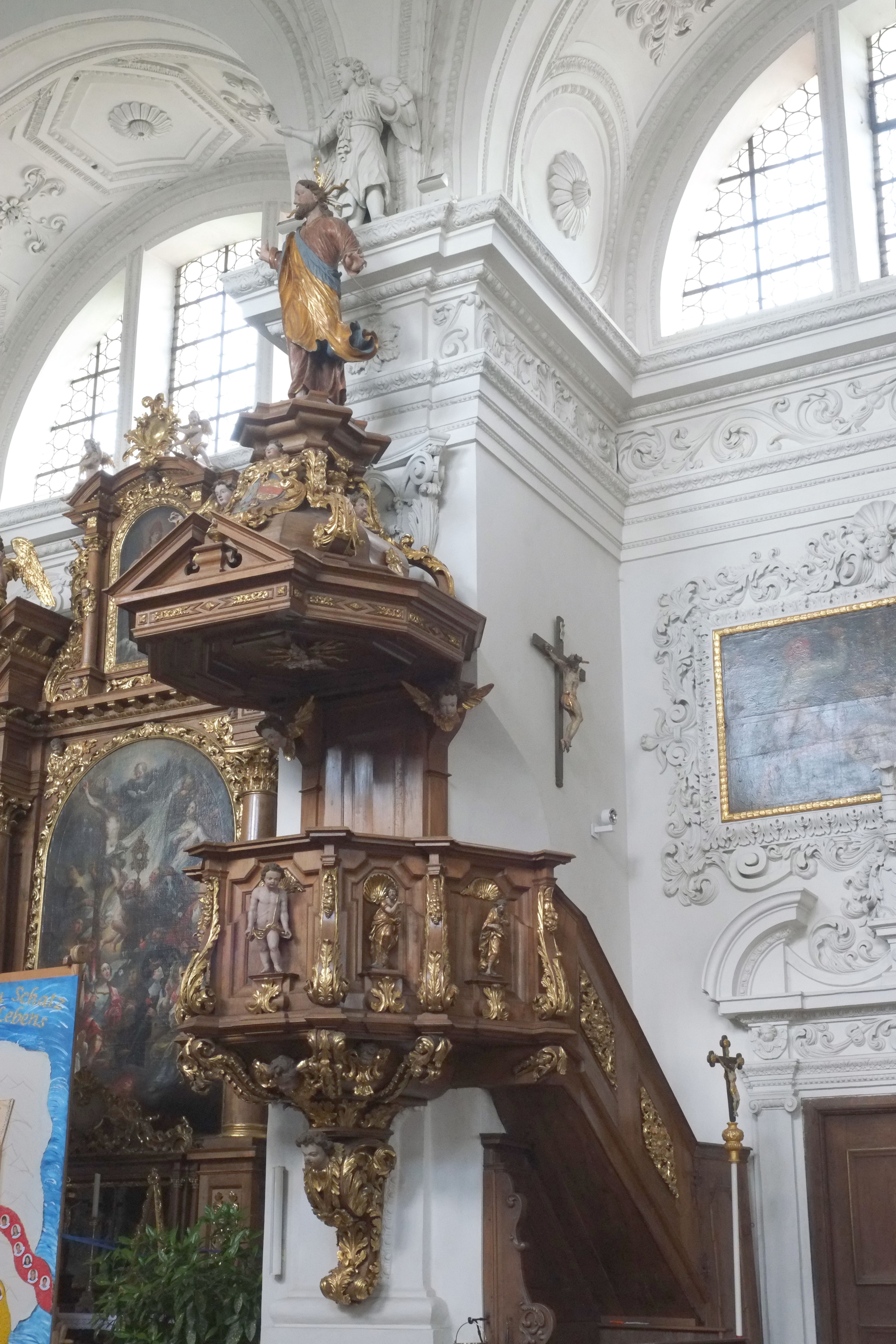
Kanzel in Kühbach

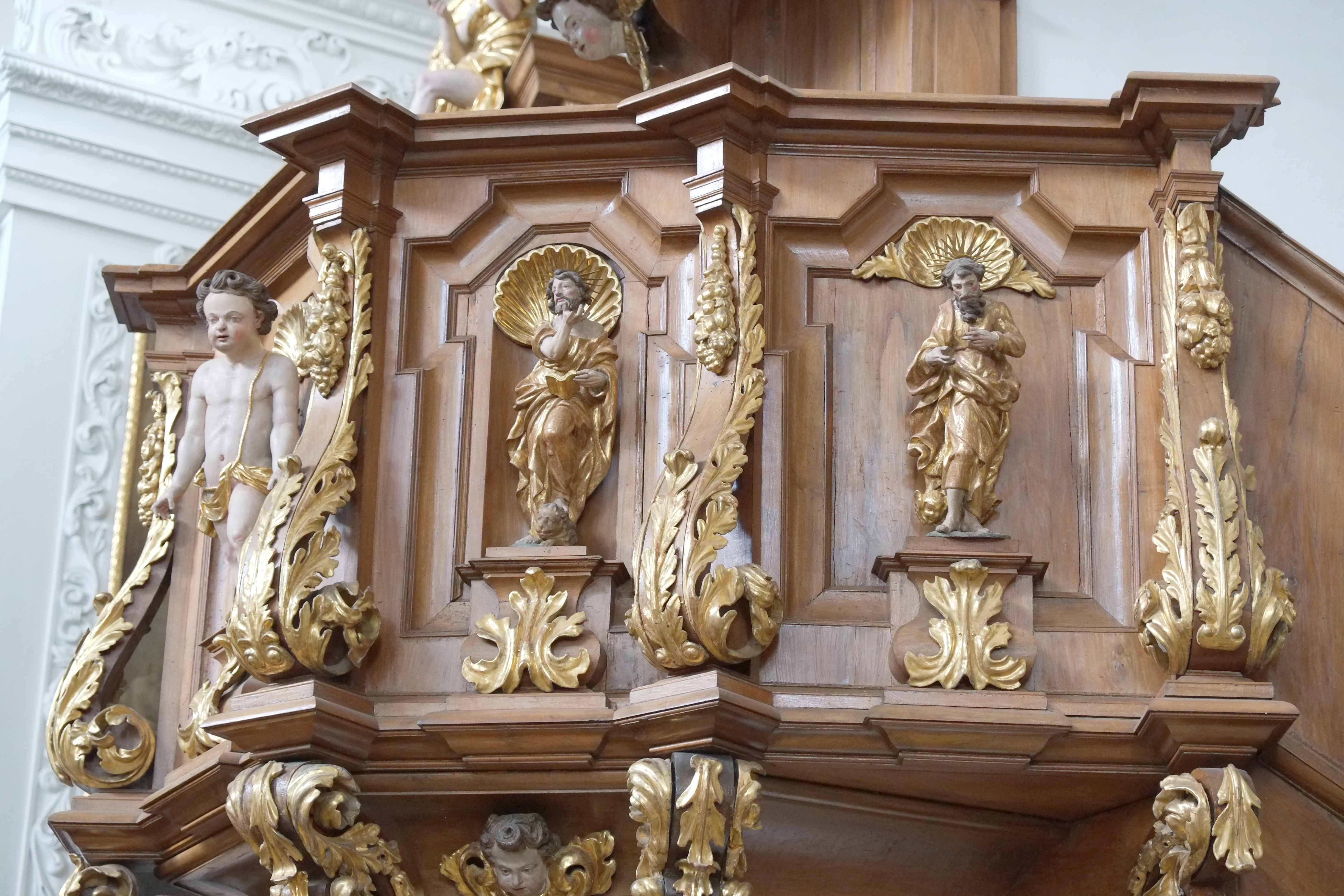
Kanzelkorb mit den Evangelisten

Die Kanzel in der katholischen Pfarrkirche St. Magnus in Kühbach, einer Gemeinde im Landkreis Aichach-Friedberg im bayerischen Regierungsbezirk Schwaben, wurde um 1690 geschaffen. Die Kanzel ist ein Teil der als Baudenkmal geschützten Kirchenausstattung.
Die hölzerne Kanzel im Stil des Barocks wurde von Matthias Klinger ausgeführt. Der polygonale Kanzelkorb ist mit den Figuren der vier Evangelisten verziert, der Putto vorne wurde 1713 hinzugefügt.
Auf dem Schalldeckel mit Gesims steht Christus als Salvator mundi, an der Unterseite ist eine Heiliggeisttaube zu sehen. Über dem Gesims mit gesprengtem Giebel wird das Wappen der Familie Lerchenfeld von Engelsköpfen gerahmt.
Der Kanzelfuß ist prächtig mit Laubwerk und einem Engelskopf geschmückt.